# Ugyen Dorji
Ugyen Dorji (23 de dezembro de 1994) é um futebolista butanês que atua como meia. Atualmente joga pelo Drukstars.

## Carreira internacional
Sua primeira partida pela seleção butanesa foi em 2 de setembro de 2013, na derrota por 3 a 0 contra o Afeganistão pela Copa da SAFF.

## Vida pessoal
Até 2015, Ugyen está em processo de treinamento para se tornar um guia.